# بيلي مونتانا
بيلي مونتانا (بالإنجليزية: Billy Montana)‏ هو مغن مؤلف ومغني أمريكي، ولد في 28 سبتمبر 1959.

## وصلات خارجية
- بيلي مونتانا على موقع ميوزك برينز (الإنجليزية)
- بيلي مونتانا على موقع ديسكوغز (الإنجليزية)